# Ceredigion (circonscription du Parlement britannique)
Pour les articles homonymes, voir Ceredigion (homonymie).
Circonscription parlementaire de la Chambre des communes
Ceredigion (anciennement Cardiganshire) est une ancienne circonscription électorale britannique située au pays de Galles. Elle existe de 1536 à 1983, date à laquelle elle est remplacée par celle de Ceredigion and Pembroke North (en). Recréée en 1997, elle est à nouveau supprimée en 2004 et remplacée par celle de Ceredigion Preseli.

## Liste des députés

### 1801-1983
- 1796 : Thomas Johnes (en) (whig)
- 1816 : William Edward Powell (en) (tory / conservateur)
- 1854 : Ernest Vaughan (conservateur)
- 1859 : William Thomas Rowland Powell (en) (conservateur)
- 1865 : Thomas Lloyd (en) (libéral)
- 1868 : Evan Mathew Richards (en) (libéral)
- 1874 : Thomas Edward Lloyd (en) (conservateur)
- 1880 : Lewis Pugh Pugh (en) (libéral)
- 1885 : David Davies (libéral)
- 1886 : William Bowen Rowlands (en) (libéral)
- 1895 : Matthew Vaughan-Davies (libéral)
- 1921 : Ernest Evans (en) (libéral)
- 1923 : Rhys Hopkin Morris (en) (libéral)
- 1932 : Owen Evans (en) (libéral)
- 1945 : Roderic Bowen (libéral)
- 1966 : Elystan Morgan (travailliste)
- 1974 : Geraint Howells (libéral)

### 1997-2024
- 1997 : Cynog Dafis (en) (Plaid Cymru)
- 2000 : Simon Thomas (en) (Plaid Cymru)
- 2005 : Mark Williams (Libéraux-démocrates)
- 2017 : Ben Lake (Plaid Cymru)